# Dubrava Pušćanska
Dubrava Pušćanska – wieś w Chorwacji, w żupanii zagrzebskiej, w gminie Pušća. W 2011 roku liczyła 186 mieszkańców.